# Kaplica Narodzenia Przenajświętszej Bogurodzicy w Tylawie
Kaplica pod wezwaniem Narodzenia Przenajświętszej Bogurodzicy – prawosławna kaplica filialna w Tylawie, należąca do parafii św. Michała Archanioła w Pielgrzymce, w dekanacie Sanok diecezji przemysko-gorlickiej Polskiego Autokefalicznego Kościoła Prawosławnego.
Świątynia murowana, wzniesiona w latach 2008–2009, konsekrowana 25 lipca 2009 przez arcybiskupa przemyskiego i nowosądeckiego Adama i biskupa gorlickiego Paisjusza. Znajduje się na miejscu prawosławnej cerkwi, którą rozebrano po wysiedleniu z Tylawy ludności łemkowskiej do ZSRR (1946).
Obiekt powstał z inicjatywy m.in. rodzin przesiedleńców zamieszkujących obecnie Ukrainę, w celu upamiętnienia wydarzeń znanych jako schizma tylawska.

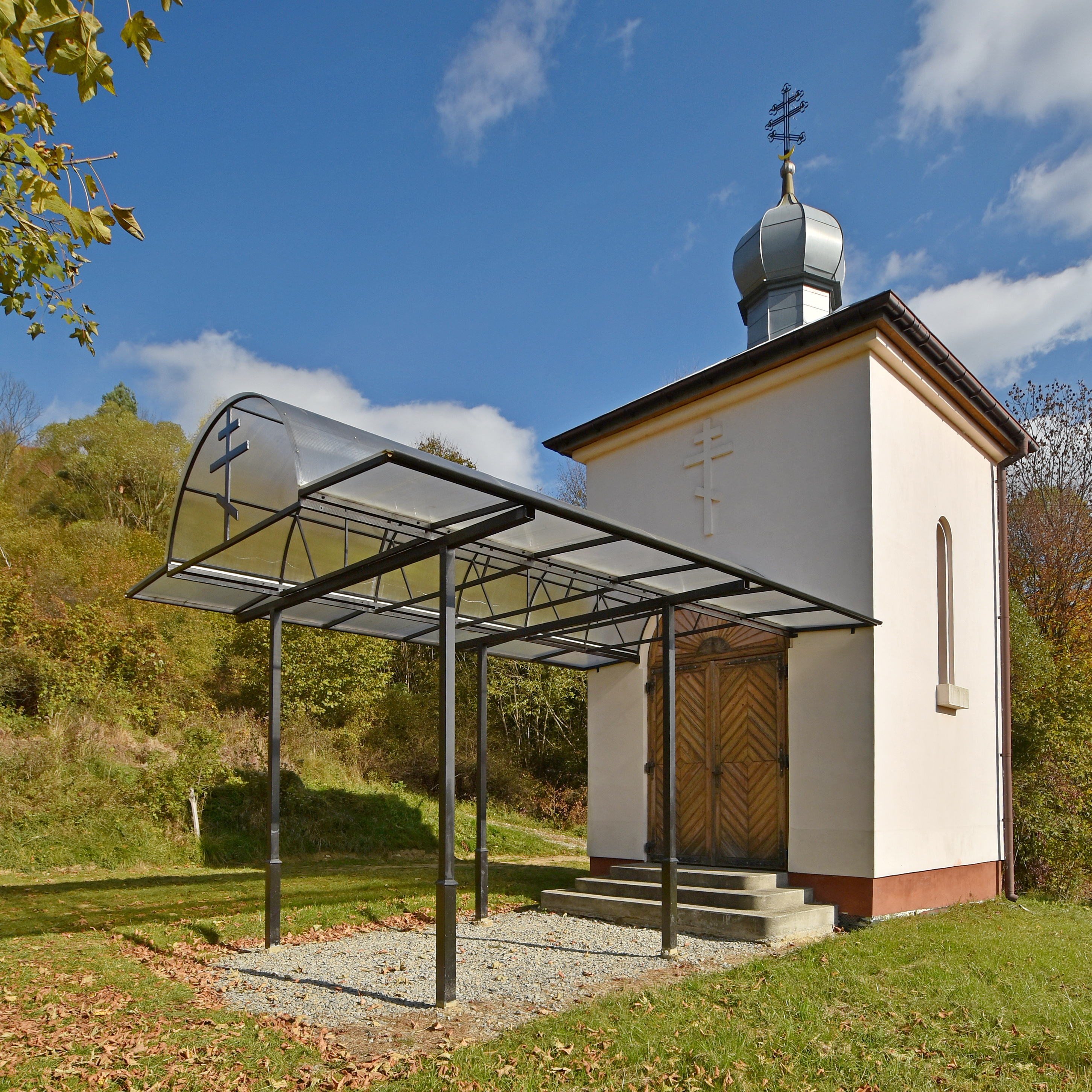
Elewacja frontowa
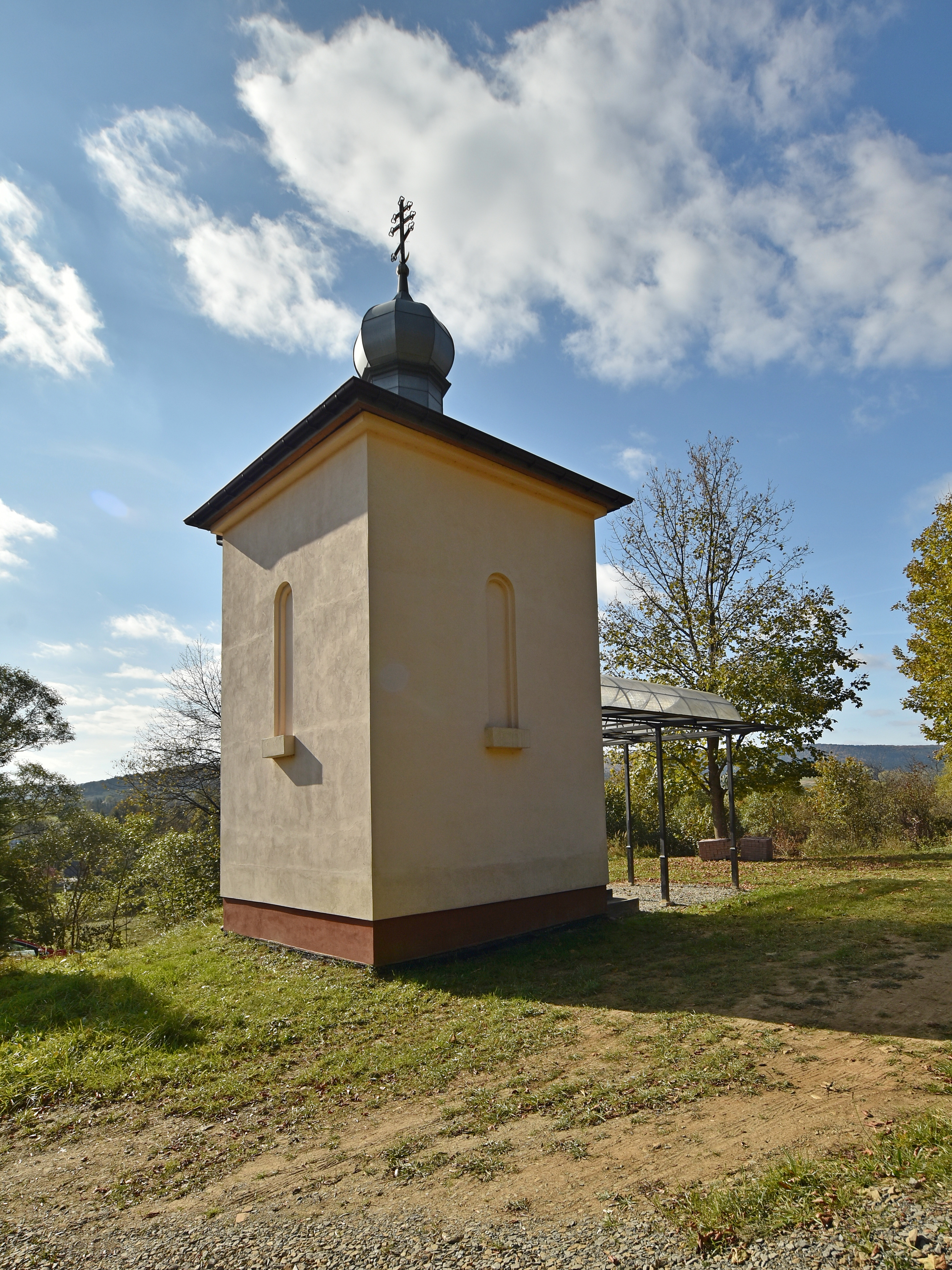
Widok od strony wschodniej